# Towarzystwo Dziewięciu
Towarzystwo Dziewięciu (szw. Samfundet de Nio) – szwedzka akademia literacka, której głównym zadaniem jest dbanie o rozwój literatury szwedzkojęzycznej oraz wsparcie poetów, pisarzy i kulturoznawców w Szwecji i krajach skandynawskich.
Towarzystwo zostało ustanowione w 1913 roku w Sztokholmie na mocy testamentu pisarki Lotten von Kræmer z 1910 roku.

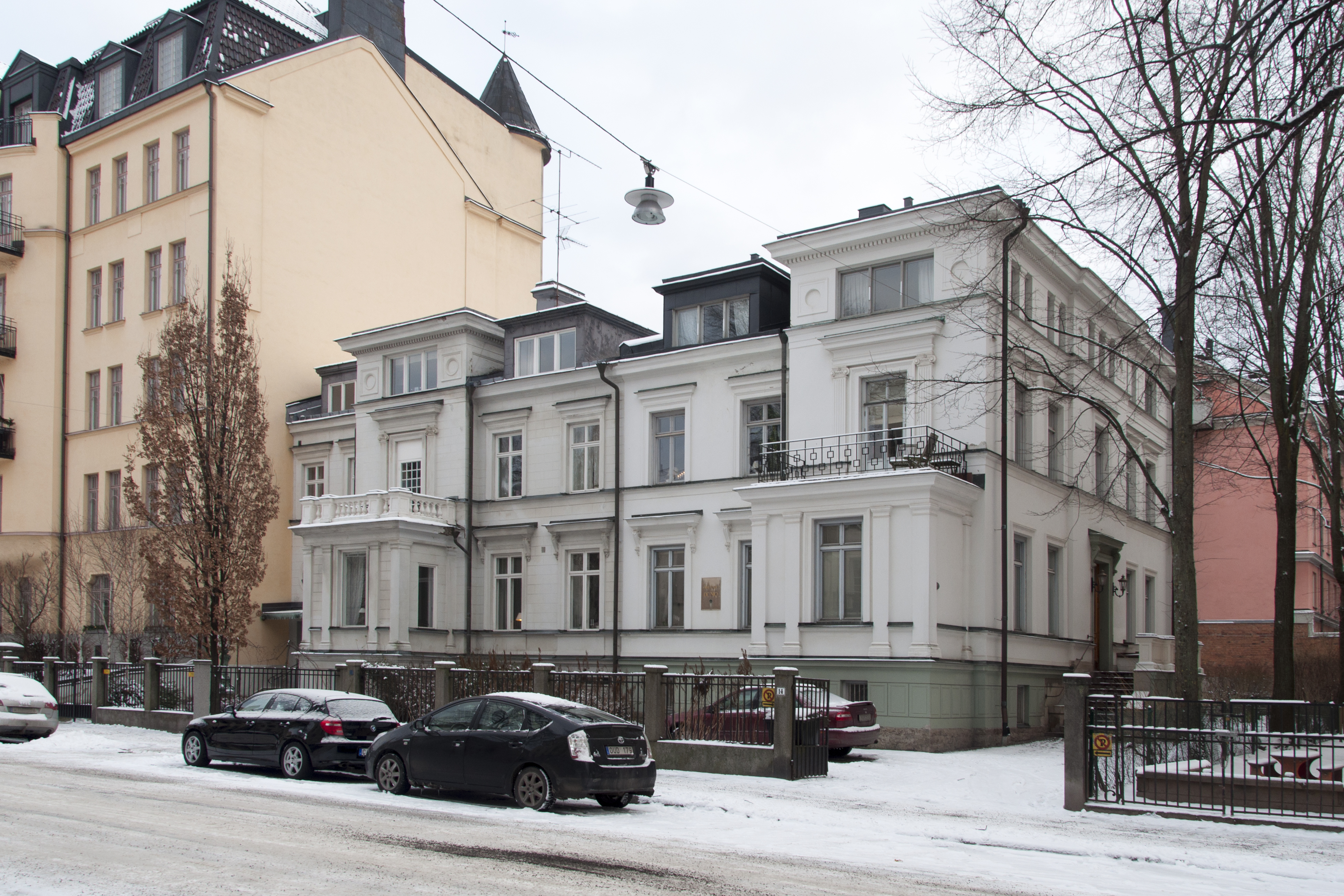
Siedziba Towarzystwa przy ulicy Villagatan 14 w Sztokholmie, w której wcześniej od 1879 roku mieszkała Lotten von Kræmer.

## Ustanowienie Towarzystwa
W 1910 roku Kræmer napisała testament, w którym zapisała całość swojego majątku na ustanowienie organizacji literackiej, której misją byłoby wspieranie twórczości literackiej wśród szwedzkich artystów, eseistów i pisarzy. Organizacja została powołana do życia jako odpowiedź na działania Akademii Szwedzkiej, której Kræmer zarzucała niewystarczający poziom wsparcia dla szwedzkich twórców. Towarzystwo od swojego ustanowienia znajduje się w kamienicy przy ulicy Villagatan w Sztokholmie, który Kræmer zakupiła wraz z ojcem w 1879 roku.
Według zasad ustalonych przez Kræmer w testamencie, Towarzystwo miało składać się z dziewięciu członków:

Samfundets ledamöter är erkända författare, översättare och litteraturvetare. Stol nummer 2, 4, 6 och 8 innehas av kvinnor. Stol nummer 3, 5, 7 och 9 av män. Nummer 1 tillfaller Ordföranden som varannan gång är kvinna, varannan man.

Polskie tłumaczenie:

Członkowie Towarzystwa to uznani autorzy, tłumacze i literaturoznawcy. Fotele z numerami 2, 4, 6 i 8 zajmują kobiety. Fotele z numerami 3, 5, 7 i 9 przeznaczone są dla mężczyzn. W fotelu z numerem 1 zasiada przewodniczący, który raz jest kobietą, a raz mężczyzną.

## Członkowie Towarzystwa

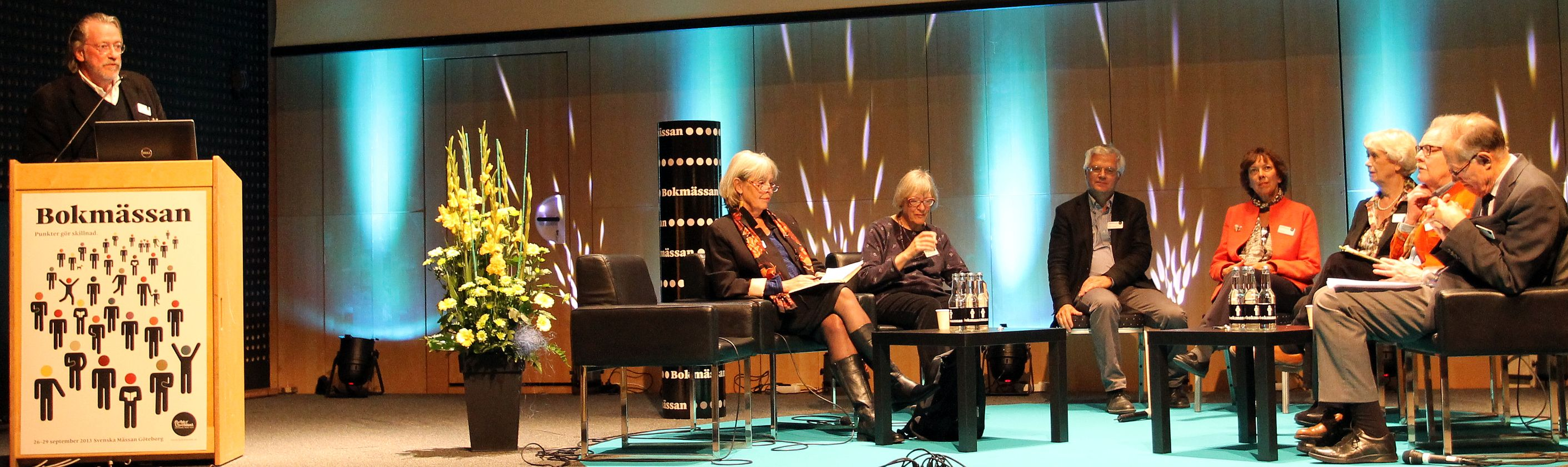
Członkowie Towarzystwa na Targach Książki w Göteborgu (Niklas Rådström, Madeleine Gustafsson (pisarka), Johan Svedjedal, Nina Burton, Kerstin Ekman, Gunnar Harding, Inge Jonsson oraz Agneta Pleijel)

## Członkowie Towarzystwa[6]

### Obecni członkowie
- Fotel numer 1 – Anna Williams(inne języki) (od 2019)[7][a]
- Fotel numer 2 – Nina Burton (od 1994)[8]
- Fotel numer 3 – Jonas Ellerström(inne języki) (od 2017)[9]
- Fotel numer 4 – Kerstin Ekman (od 1993)[10]
- Fotel numer 5 – Gunnar Harding(inne języki) (od 1993)[11]
- Fotel numer 6 – Sara Stridsberg (od 2021)[12]
- Fotel numer 7 – Niklas Rådström(inne języki) (od 1995)[13]
- Fotel numer 8 – Madeleine Gustafsson(inne języki) (od 1999)[14]
- Fotel numer 9 – Johan Svedjedal(inne języki) (od 1995)[15]

### Byli członkowie
| Fotel | Pierwszy zasiadający                | Drugi zasiadający             | Trzeci zasiadający        | Czwarty zasiadający                 | Piąty zasiadający            | Szósty zasiadający             | Ósmy zasiadający           | Dziewiąty zasiadający     |
| ----- | ----------------------------------- | ----------------------------- | ------------------------- | ----------------------------------- | ---------------------------- | ------------------------------ | -------------------------- | ------------------------- |
| #1    | Viktor Almquist 1913–1943           | Eva Andén 1949–1962           | Olle Holmberg 1962–1973   | Astrid Lindgren 1973–1986           | Inge Jonsson 1986–2019       | Anna Williams (od 2019)        |                            |                           |
| #2    | Selma Lagerlöf 1913–1918            | Sigrid Leijonhufvud 1918–1937 | Elin Wägner 1937–1949     | Stina Aronson 1949–1955             | Elisabeth Tykesson 1956–1962 | Eva Andén 1962–1967            | Birgitta Trotzig 1967–1993 | Nina Burton (od 1994)     |
| #3    | Karl Wåhlin 1913–1937               | Hjalmar Gullberg 1937–1961    | Anders R. Öhman 1962–2017 | Jonas Ellerström (od 2017)          |                              |                                |                            |                           |
| #4    | Ellen Key 19913–1926                | Selma Lagerlöf 1926–1940      | Eva Andén 1940–1949       | Elsa Björkman-Goldschmidt 1950–1978 | Kerstin Ekman 1978–1985      | Astrid Lindgren 1986–1993      | Kerstin Ekman (od 1993)    |                           |
| #5    | Erik Hedén 1913–1925                | Martin Lamm 1926–1950         | Algot Werin 1950–1975     | Inge Jonsson 1976–1986              | Anders Olsson 1986–1993      | Gunnar Harding (od 1993)       |                            |                           |
| #6    | Kerstin Hård af Segerstad 1913–1930 | Karin Boye 1931–1941          | Irja Browallius 1941–1949 | Margit Abenius 1949–1969            | Gunnel Vallquist 1973–1988   | Agneta Pleijel 1988–2015       | Anna Williams 2015–2019    | Sara Stridsberg (od 2021) |
| #7    | Göran Björkman 1913–1923            | Albert Nilsson 1924–1936      | Olle Holmberg 1936–1962   | Karl Vennberg 1962–1995             | Niklas Rådström (od 1995)    |                                |                            |                           |
| #8    | Anna Maria Roos 1913–1918           | Marika Stiernstedt 1918–1954  | Sara Lidman 1955–1963     | Astrid Lindgren 1963–1973           | Ulla Isaksson 1973–1999      | Madeleine Gustafsson (od 1999) |                            |                           |
| #9    | John Landquist 1913–1969            | Knut Ahnlund 1969–1995        | Johan Svedjedal (od 1995) |                                     |                              |                                |                            |                           |

## Nagrody przyznawane przez Towarzystwo Dziewięciu
Towarzystwo przyznaje następujące nagrody:

### Przyznawane corocznie
- Wielka Nagroda Dziewięciu (De Nios Stora pris) – główna nagroda, przyznawana za całokształt twórczości.
- Lotten von Kræmers pris – nagroda ustanowiona na cześć założycielki Towarzystwa Dziewięciu Lotten von Kræmer.
- Stina Aronsons pris – nagroda została ustanowiona na cześć Stiny Aronson(inne języki).
- Karl Vennbergs pris – nagroda ustanowiona na cześć Karla Vennberga. Jest przyznawana poetom i pisarzom młodego pokolenia[56].
- De Nios Vinterpris – przyznawana bez podania uzasadnienia.
- De Nios julpris – przyznawana w okresie świątecznym.

### Przyznawane nieregularnie
- De Nios översättarpris – nagroda za przekład, przyznawana tłumaczom literackim.
- John Landquists pris – nagroda została ustanowiona w imieniu Johna Landquista(inne języki)[55]. Jest przyznawana twórcom esejów oraz krytykom literackim[55].
- Samfundet De Nios Astrid Lindgren-pris – przyznawana za twórczość literacką na rzecz dzieci i młodzieży[57].
- Anders och Veronica Öhmans pris – nagroda została ustanowiona w związku z 75. urodzinami Andersa R. Öhmana(inne języki)[55].
- Särskilda pris – przyznawana bez podania uzasadnienia.
- De Nios lyrikpris – (do 2020 roku przyznana tylko jednokrotnie, w 2008 roku)[55]